# Enmyō-in
L' Enmyō-in (圓明院) est un temple bouddhiste de l'école Shingon appartenant à la secte Chizan-ha situé à Kisarazu dans la préfecture de Chiba. Son go-honzon, principal objet de vénération, est une statue d'Acala, connue au Japon sous le nom « Fudō Myōō », ou « roi de la sagesse immobile ». Un kaya bien connu de presque 5,4 m de circonférence se trouve sur le site du temple. Une petite salle a été construite à Enmyō-in en 1989 consacrée à la prière pour la sécurité routière.

## Histoire
L'origine du Enmyō-in est incertaine mais il passe pour avoir été fondé au début de l'époque de Kamakura quand il était un premier temple Shugendō. Tombé en ruine, il est restauré durant l'ère Keian de l'époque d'Edo, approximativement 1648-1652.

## Référence
- (en) Cet article est partiellement ou en totalité issu de l’article de Wikipédia en anglais intitulé « Enmyō-in » (voir la liste des auteurs).